# Antonio Calà Ulloa
Antonio Calà Ulloa (Napoli, 1807 – Napoli, 1889) è stato un generale e saggista italiano.

## Biografia
Appartenente a una famiglia di tradizioni borboniche (dei suoi due fratelli, Girolamo fu militare e Pietro magistrato), frequentò il Real Collegio Militare della Nunziatella e quindi iniziò la carriera militare come ufficiale di artiglieria, nell'esercito delle Due Sicilie.
Nel 1833 venne coinvolto col fratello Girolamo nella congiura di Cesare Rosaroll; anche Antonio Ulloa venne arrestato, ma poi, come peraltro il fratello Girolamo, fu assolto (1834) e continuò a fare carriera nell'esercito delle Due Sicilie.
Studioso di questioni militari, nel 1835 diede vita col fratello Girolamo alla "Antologia militare", rivista che sarà pubblicata fino al 1846.
Ricoprì importanti incarichi all'assedio di Gaeta (1860); dopo la caduta del regno delle Due Sicilie seguì Francesco II a Roma.

## Opere
- Antonio Calà Ulloa e Pietro Calà Ulloa, Delle Biscaglie e della Navarra: breve descrizione fisico-statistica ed alcune considerazioni storiche. Napoli: tip. Fratelli Rusconi, 1835
- Antonio Calà Ulloa, Faits militaires de Messine en 1848, par Antonio Ulloa. Paris: Librairie militaire, maritime et polytechnique de J. Correard, 1853
- Antonio Calà Ulloa, Fatti di guerra de' soldati napoletani: lettura pe' giovani militari. Napoli: Reale Tip. Militare, 1852
- Antonio Calà Ulloa, Intorno a talune opinioni del Morning-Post risguardanti l'esercito napolitano: osservazioni di Antonio Ulloa. Napoli: Reale Tip. Militare, 1856
- Antonio Calà Ulloa, Manuale pei sotto uffiziali e soldati di artiglieria e genio atto a guidarli ne' diversi esami cui vanno sottomessi giusta il programma fissato. Napoli: Reale Tip. Militare, 1837
- Antonio Calà Ulloa, Relazione sulle condizioni finanziarie e morali del collegio dell'Immacolata concezione e di s. Vincenzo Ferreri alla sanità dal 1873 al 1888. Napoli: Tip. Francesco Giannini e Figli, 1888
- Antonio Calà Ulloa, Una grande figura Pietro Calà Ulloa: contributo di studio. Napoli: Off. Cromotipograf. Aldina, 1922
- Antonio Calà Ulloa, Cenno necrologico del commendatore Matteo Negri, generale delle artiglierie napolitane morto nella battaglia sul Garigliano il 29 ottobre 1860. Gaeta, s.n., 1860